# Liste der Nvidia-Grafikprozessoren
Die Liste der Grafikprozessoren von Nvidia bietet eine Übersicht über alle verfügbaren Grafikprozessoren des Herstellers. Eine detailliertere Angabe der Prozessoren inklusive ihrer Verwendung in Grafikkarten befindet sich im jeweiligen Hauptartikel. Die Grafikchips sind entsprechend ihrer Serie eingeordnet. Teilweise legt Nvidia ältere Chips in neueren Serien neu auf, womit einzelne Prozessoren mehrfach gelistet sein können.

## Desktop- und Notebook-Grafikprozessoren

### NV1
Einführung: 1995. Siehe Hauptartikel: Nvidia NV1
| Grafik- chip | Fertigung | Fertigung      | Fertigung   | Renderpipelines | API-Support | API-Support | Bus- Schnitt- stelle |
| Grafik- chip | Pro- zess | Transis- toren | Die- Fläche | Pipes × TMU     | DirectX     | OpenGL      | Bus- Schnitt- stelle |
| ------------ | --------- | -------------- | ----------- | --------------- | ----------- | ----------- | -------------------- |
| NV1          | 500 nm    | 0,2 Mio.       | 135 mm²     | 1 × 1           | n/a         | n/a         | PCI                  |

### Riva
Einführung: 1997. Siehe Hauptartikel: Nvidia Riva
| Grafik- chip | Fertigung | Fertigung      | Fertigung   | Renderpipelines | API-Support | API-Support | Bus- Schnitt- stelle |
| Grafik- chip | Pro- zess | Transis- toren | Die- Fläche | Pipes × TMU     | DirectX     | OpenGL      | Bus- Schnitt- stelle |
| ------------ | --------- | -------------- | ----------- | --------------- | ----------- | ----------- | -------------------- |
| NV3          | 350 nm    | 3,5 Mio.       | 71 mm²      | 1 × 1           | 5.0         | 1.0         | AGP 1x               |
| NV3ZX        | 350 nm    |                |             | 1 × 1           | 5.0         | 1.0         | AGP 2x               |
| NV4          | 350 nm    | 04 Mio.        | 128 mm²     | 2 × 1           | 6.0         | 1.1         | AGP 2x               |
| NV5          | 250 nm    | 15 Mio.        | 063 mm²     | 2 × 1           | 6.0         | 1.1         | AGP 4x               |
| NV6          | 220 nm    |                |             | 2 × 1           | 6.0         | 1.1         | AGP 4x               |

### GeForce-256-Serie
Einführung: 1999. Siehe Hauptartikel: Nvidia-GeForce-256-Serie
| Grafik- chip | Fertigung | Fertigung      | Fertigung   | Renderpipelines | API-Support | API-Support | Bus- Schnitt- stelle |
| Grafik- chip | Pro- zess | Transis- toren | Die- Fläche | Pipes × TMU     | DirectX     | OpenGL      | Bus- Schnitt- stelle |
| ------------ | --------- | -------------- | ----------- | --------------- | ----------- | ----------- | -------------------- |
| NV10         | 220 nm    | 17 Mio.        | 111 mm²     | 4 × 4           | 7.0         | 1.2         | AGP 4x               |

### GeForce-2-Serie
Einführung: 2000. Siehe Hauptartikel: Nvidia-GeForce-2-Serie
| Grafik- chip | Fertigung     | Fertigung      | Fertigung     | Renderpipelines | API-Support | API-Support | Bus- Schnitt- stelle |
| Grafik- chip | Pro- zess     | Transis- toren | Die- Fläche   | Pipes × TMU     | DirectX     | OpenGL      | Bus- Schnitt- stelle |
| ------------ | ------------- | -------------- | ------------- | --------------- | ----------- | ----------- | -------------------- |
| NV11         | 180 nm        | 20 Mio.        | 65 mm²        | 2 × 4           | 7.0         | 1.2         | AGP 4x               |
| NV15         | 180 nm 150 nm | 25 Mio.        | 90 mm² 81 mm² | 4 × 8           | 7.0         | 1.2         | AGP 4x               |

### GeForce-3-Serie
Einführung: 2001. Siehe Hauptartikel: Nvidia-GeForce-3-Serie
| Grafik- chip | Fertigung | Fertigung      | Fertigung   | Renderpipelines   | Renderpipelines | Renderpipelines | API-Support | API-Support | Bus- Schnitt- stelle |
| Grafik- chip | Pro- zess | Transi- storen | Die- Fläche | Pipes × TMU × VPU | Pixel- shader   | Vertex- shader  | DirectX     | OpenGL      | Bus- Schnitt- stelle |
| ------------ | --------- | -------------- | ----------- | ----------------- | --------------- | --------------- | ----------- | ----------- | -------------------- |
| NV20         | 150 nm    | 57 Mio.        | 128 mm²     | 4 × 8 × 1         | 1.1             | 1.1             | 8           | 1.3         | AGP 4x               |

### GeForce-4-Serie
Einführung: 2002. Siehe Hauptartikel: Nvidia-GeForce-4-Serie
| Grafik- chip | Fertigung | Fertigung      | Fertigung   | Renderpipelines | Renderpipelines | Renderpipelines | API-Support | API-Support | Bus- Schnitt- stelle |
| Grafik- chip | Pro- zess | Transi- storen | Die- Fläche | Pipes×TMU×VPU   | Pixel- shader   | Vertex- shader  | DirectX     | OpenGL      | Bus- Schnitt- stelle |
| ------------ | --------- | -------------- | ----------- | --------------- | --------------- | --------------- | ----------- | ----------- | -------------------- |
| NV17         | 150 nm    | 29 Mio.        | 65 mm²      | 2 × 2           | 1.1             | 1.1             | 7.0         | 1.2         | AGP 4x               |
| NV18         | 150 nm    | 29 Mio.        | 65 mm²      | 2 × 2           | 1.1             | 1.1             | 7.0         | 1.2         | AGP 8x               |
| NV25         | 150 nm    | 63 Mio.        | 142 mm²     | 4 × 2 × 2       | 1.3             | 1.1             | 8.0         | 1.4         | AGP 4x               |
| NV28         | 150 nm    | 63 Mio.        | 142 mm²     | 4 × 2 × 2       | 1.3             | 1.1             | 8.0         | 1.4         | AGP 8x               |

### GeForce-FX-Serie
Einführung: 2003. Siehe Hauptartikel: Nvidia-GeForce-FX-Serie
| Grafik- chip | Fertigung     | Fertigung      | Fertigung   | Renderpipelines | Renderpipelines | Renderpipelines | API-Support | API-Support | Bus- Schnitt- stelle |
| Grafik- chip | Pro- zess     | Transi- storen | Die- Fläche | Pipes×TMU×VPU   | Pixel- shader   | Vertex- shader  | DirectX     | OpenGL      | Bus- Schnitt- stelle |
| ------------ | ------------- | -------------- | ----------- | --------------- | --------------- | --------------- | ----------- | ----------- | -------------------- |
| NV30         | 130 nm        | 125 Mio.       | 200 mm²     | 4 × 8 × 2       | 2.0a            | 2.0a            | 9.0a        | 1.5         | AGP 8x               |
| NV31         | 130 nm        | 080 Mio.       | 135 mm²     | 4 × 4 × 2       | 2.0a            | 2.0a            | 9.0a        | 1.5         | AGP 8x               |
| NV34 NV34B   | 150 nm 140 nm | 045 Mio.       | 091 mm²     | 4 × 4 × 2       | 2.0a            | 2.0a            | 9.0a        | 1.5         | AGP 8x               |
| NV35         | 130 nm        | 135 Mio.       | 207 mm²     | 4 × 8 × 3       | 2.0a            | 2.0a            | 9.0a        | 1.5         | AGP 8x               |
| NV36         | 130 nm        | 082 Mio.       | 125 mm²     | 4 × 4 × 3       | 2.0a            | 2.0a            | 9.0a        | 1.5         | AGP 8x               |
| NV38         | 130 nm        | 135 Mio.       | 207 mm²     | 4 × 8 × 3       | 2.0a            | 2.0a            | 9.0a        | 1.5         | AGP 8x               |

### GeForce-6-Serie
Einführung: 2004. Siehe Hauptartikel: Nvidia-GeForce-6-Serie
| Grafik- chip | Fertigung | Fertigung      | Fertigung   | Renderpipelines | Renderpipelines | Renderpipelines | API-Support | API-Support | Bus- Schnitt- stelle |
| Grafik- chip | Pro- zess | Transi- storen | Die- Fläche | Quad- Anzahl    | Pipes×TMU×VPU   | Pixel- shader   | DirectX     | OpenGL      | Bus- Schnitt- stelle |
| ------------ | --------- | -------------- | ----------- | --------------- | --------------- | --------------- | ----------- | ----------- | -------------------- |
| NV40         | 130 nm    | 222 Mio.       | 287 mm²     | 4               | 16 × 16 × 6     | 16              | 9.0c        | 2.1         | AGP 8x               |
| NV41         | 130 nm    | 222 Mio.       | 225 mm²     | 3               | 12 × 12 × 5     | 12              | 9.0c        | 2.1         | PCIe                 |
| NV42         | 110 nm    | 202 Mio.       | 222 mm²     | 3               | 12 × 12 × 5     | 12              | 9.0c        | 2.1         | AGP 8x               |
| NV43         | 110 nm    | 146 Mio.       | 150 mm²     | 2               | 08 × 08 × 3     | 08              | 9.0c        | 2.1         | PCIe                 |
| NV44         | 110 nm    | 075 Mio.       | 110 mm²     | 2               | 04 × 04 × 3     | 04              | 9.0c        | 2.1         | PCIe AGP 8x          |
| NV45         | 130 nm    | 222 Mio.       | 287 mm²     | 4               | 16 × 16 × 6     | 16              | 9.0c        | 2.1         | PCIe                 |

### GeForce-7-Serie
Einführung: 2005. Siehe Hauptartikel: Nvidia-GeForce-7-Serie
| Grafik- chip | Fertigung     | Fertigung      | Fertigung       | Renderpipelines | Renderpipelines | Renderpipelines | API-Support | API-Support | Bus- Schnitt- stelle |
| Grafik- chip | Pro- zess     | Transi- storen | Die- Fläche     | Quad- Anzahl    | Pipes×TMU×VPU   | Pixel- shader   | DirectX     | OpenGL      | Bus- Schnitt- stelle |
| ------------ | ------------- | -------------- | --------------- | --------------- | --------------- | --------------- | ----------- | ----------- | -------------------- |
| NV44B        | 110 nm        | 075 Mio.       | 110 mm²         | 2               | 04 × 04 × 3     | 04              | 9.0c        | 2.1         | PCIe                 |
| G70          | 110 nm        | 302 Mio.       | 333 mm²         | 6               | 24 × 24 × 8     | 24              | 9.0c        | 2.1         | PCIe                 |
| G71          | 090 nm        | 278 Mio.       | 196 mm²         | 6               | 24 × 24 × 8     | 24              | 9.0c        | 2.1         | PCIe                 |
| G72          | 090 nm        | 112 Mio.       | 081 mm²         | 2               | 08 × 08 × 5     | 08              | 9.0c        | 2.1         | PCIe                 |
| G73 G73b     | 090 nm 080 nm | 177 Mio.       | 125 mm² 111 mm² | 3               | 12 × 12 × 5     | 12              | 9.0c        | 2.1         | PCIe                 |

### GeForce-8-Serie
Einführung: 2006. Siehe Hauptartikel: Nvidia-GeForce-8-Serie
| Grafik- chip | Fertigung | Fertigung      | Fertigung   | Einheiten          | Einheiten | Einheiten       | Einheiten           | Einheiten       | Einheiten       | L2- Cache | API-Support | API-Support | API-Support | Video- pro- zessor | Bus- Schnitt- stelle |
| Grafik- chip | Pro- zess | Transis- toren | Die- Fläche | ROP- Parti- tionen | ROPs      | Unified-Shader  | Unified-Shader      | Textureinheiten | Textureinheiten | L2- Cache | DirectX     | OpenGL      | OpenCL      | Video- pro- zessor | Bus- Schnitt- stelle |
| Grafik- chip | Pro- zess | Transis- toren | Die- Fläche | ROP- Parti- tionen | ROPs      | Shader- Cluster | Stream- prozessoren | TAUs            | TMUs            | L2- Cache | DirectX     | OpenGL      | OpenCL      | Video- pro- zessor | Bus- Schnitt- stelle |
| ------------ | --------- | -------------- | ----------- | ------------------ | --------- | --------------- | ------------------- | --------------- | --------------- | --------- | ----------- | ----------- | ----------- | ------------------ | -------------------- |
| G80          | 90 nm     | 681 Mio.       | 484 mm²     | 6                  | 24        | 8               | 128                 | 32              | 64              | 96 KiB    | 10.0        | 3.3         | 1.1         | VP1                | PCIe                 |
| G84          | 80 nm     | 289 Mio.       | 169 mm²     | 2                  | 08        | 2               | 032                 | 16              | 16              | 64 KiB    | 10.0        | 3.3         | 1.1         | VP2                | PCIe                 |
| G86          | 80 nm     | 210 Mio.       | 115 mm²     | 2                  | 08        | 1               | 016                 | 08              | 08              | 32 KiB    | 10.0        | 3.3         | 1.1         | VP2                | PCIe                 |
| G92          | 65 nm     | 754 Mio.       | 324 mm²     | 4                  | 16        | 8               | 128                 | 64              | 64              | 64 KiB    | 10.0        | 3.3         | 1.1         | VP2                | PCIe 2.0             |
| G98          | 65 nm     | 210 Mio.       | 086 mm²     | 1                  | 04        | 1               | 008                 | 08              | 08              | 64 KiB    | 10.0        | 3.3         | 1.1         | VP3                | PCI, PCIe 2.0        |
| GT218        | 40 nm     | 260 Mio.       | 057 mm²     | 1                  | 04        | 1               | 016                 | 08              | 08              | 32 KiB    | 11.1        | 3.3         | 1.1         | VP4                | PCIe 2.0             |

### GeForce-9-Serie
Einführung: 2008. Siehe Hauptartikel: Nvidia-GeForce-9-Serie
| Grafik- chip | Fertigung   | Fertigung      | Fertigung       | Einheiten          | Einheiten | Einheiten           | Einheiten       | Einheiten       | Einheiten       | L2- Cache | API-Support | API-Support | API-Support | Video- pro- zessor | Bus- Schnitt- stelle |
| Grafik- chip | Pro- zess   | Transis- toren | Die- Fläche     | ROP- Parti- tionen | ROPs      | Unified-Shader      | Unified-Shader  | Textureinheiten | Textureinheiten | L2- Cache | DirectX     | OpenGL      | OpenCL      | Video- pro- zessor | Bus- Schnitt- stelle |
| Grafik- chip | Pro- zess   | Transis- toren | Die- Fläche     | ROP- Parti- tionen | ROPs      | Stream- prozessoren | Shader- Cluster | TAUs            | TMUs            | L2- Cache | DirectX     | OpenGL      | OpenCL      | Video- pro- zessor | Bus- Schnitt- stelle |
| ------------ | ----------- | -------------- | --------------- | ------------------ | --------- | ------------------- | --------------- | --------------- | --------------- | --------- | ----------- | ----------- | ----------- | ------------------ | -------------------- |
| G92 G92b     | 65 nm 55 nm | 754 Mio.       | 324 mm² 276 mm² | 4                  | 16        | 128                 | 8               | 64              | 64              | 64 KiB    | 10.0        | 3.3         | 1.1         | VP2                | PCIe 2.0             |
| G94 G94b     | 65 nm 55 nm | 505 Mio.       | 240 mm² 180 mm² | 4                  | 16        | 064                 | 4               | 32              | 32              | 64 KiB    | 10.0        | 3.3         | 1.1         | VP2                | PCIe 2.0             |
| G96 G96b     | 65 nm 55 nm | 314 Mio.       | 144 mm² 119 mm² | 2                  | 08        | 032                 | 2               | 16              | 16              | 32 KiB    | 10.0        | 3.3         | 1.1         | VP2                | PCI, PCIe 2.0        |
| G98          | 65 nm       | 210 Mio.       | 086 mm²         | 1                  | 04        | 008                 | 1               | 08              | 08              | 16 KiB    | 10.0        | 3.3         | 1.1         | VP3                | PCI                  |

### GeForce-100-Serie
Einführung: 2008. Siehe Hauptartikel: Nvidia-GeForce-100-Serie
| Grafik- chip | Fertigung | Fertigung      | Fertigung   | Einheiten          | Einheiten | Einheiten           | Einheiten       | Einheiten       | Einheiten       | L2- Cache | API-Support | API-Support | API-Support | Video- pro- zessor | Bus- Schnitt- stelle |
| Grafik- chip | Pro- zess | Transi- storen | Die- Fläche | ROP- Parti- tionen | ROPs      | Unified-Shader      | Unified-Shader  | Textureinheiten | Textureinheiten | L2- Cache | DirectX     | OpenGL      | OpenCL      | Video- pro- zessor | Bus- Schnitt- stelle |
| Grafik- chip | Pro- zess | Transi- storen | Die- Fläche | ROP- Parti- tionen | ROPs      | Stream- prozessoren | Shader- Cluster | TAUs            | TMUs            | L2- Cache | DirectX     | OpenGL      | OpenCL      | Video- pro- zessor | Bus- Schnitt- stelle |
| ------------ | --------- | -------------- | ----------- | ------------------ | --------- | ------------------- | --------------- | --------------- | --------------- | --------- | ----------- | ----------- | ----------- | ------------------ | -------------------- |
| G92b         | 55 nm     | 754 Mio.       | 276 mm²     | 4                  | 16        | 128                 | 8               | 64              | 64              | 64 KiB    | 10.0        | 3.3         | 1.1         | VP2                | PCIe 2.0             |
| G94b         | 55 nm     | 505 Mio.       | 180 mm²     | 4                  | 16        | 064                 | 4               | 32              | 32              | 64 KiB    | 10.0        | 3.3         | 1.1         | VP2                | PCIe 2.0             |
| G96b         | 55 nm     | 314 Mio.       | 119 mm²     | 2                  | 08        | 032                 | 2               | 16              | 16              | 32 KiB    | 10.0        | 3.3         | 1.1         | VP2                | PCIe 2.0             |
| G98          | 65 nm     | 210 Mio.       | 086 mm²     | 1                  | 04        | 008                 | 1               | 08              | 08              | 16 KiB    | 10.0        | 3.3         | 1.1         | VP3                | PCIe 2.0             |

### GeForce-200-Serie
Einführung: 2008. Siehe Hauptartikel: Nvidia-GeForce-200-Serie
| Grafik- chip | Fertigung   | Fertigung      | Fertigung       | Einheiten          | Einheiten | Einheiten           | Einheiten       | Einheiten       | Einheiten       | L2- Cache | API-Support | API-Support | API-Support | Video- pro- zessor | Bus- Schnitt- stelle |
| Grafik- chip | Pro- zess   | Transis- toren | Die- Fläche     | ROP- Parti- tionen | ROPs      | Unified-Shader      | Unified-Shader  | Textureinheiten | Textureinheiten | L2- Cache | DirectX     | OpenGL      | OpenCL      | Video- pro- zessor | Bus- Schnitt- stelle |
| Grafik- chip | Pro- zess   | Transis- toren | Die- Fläche     | ROP- Parti- tionen | ROPs      | Stream- prozessoren | Shader- Cluster | TAUs            | TMUs            | L2- Cache | DirectX     | OpenGL      | OpenCL      | Video- pro- zessor | Bus- Schnitt- stelle |
| ------------ | ----------- | -------------- | --------------- | ------------------ | --------- | ------------------- | --------------- | --------------- | --------------- | --------- | ----------- | ----------- | ----------- | ------------------ | -------------------- |
| G92b         | 55 nm       | 0754 Mio.      | 276 mm²         | 4                  | 16        | 128                 | 08              | 64              | 64              | 64 KiB    | 10.0        | 3.3         | 1.1         | VP2                | PCIe 2.0             |
| GT200 GT200b | 65 nm 55 nm | 1400 Mio.      | 576 mm² 470 mm² | 8                  | 32        | 240                 | 10              | 80              | 80              | 256 KiB   | 10.0        | 3.3         | 1.1         | VP2                | PCIe 2.0             |
| GT215        | 40 nm       | 0727 Mio.      | 133 mm²         | 4                  | 16        | 096                 | 04              | 32              | 32              | 64 KiB    | 10.1        | 3.3         | 1.1         | VP4                | PCIe 2.0             |
| GT216        | 40 nm       | 0486 Mio.      | 100 mm²         | 2                  | 08        | 048                 | 02              | 16              | 16              | 64 KiB    | 10.1        | 3.3         | 1.1         | VP4                | PCIe 2.0             |
| GT218        | 40 nm       | 0260 Mio.      | 057 mm²         | 1                  | 04        | 016                 | 01              | 08              | 08              | 16 KiB    | 10.1        | 3.3         | 1.1         | VP4                | PCIe 2.0             |

### GeForce-300-Serie
Einführung: 2009. Siehe Hauptartikel: Nvidia-GeForce-300-Serie
| Grafik- chip | Fertigung | Fertigung      | Fertigung   | Einheiten          | Einheiten | Einheiten           | Einheiten       | Einheiten       | Einheiten       | L2- Cache | API-Support | API-Support | API-Support | Video- pro- zessor | Bus- Schnitt- stelle |
| Grafik- chip | Pro- zess | Transis- toren | Die- Fläche | ROP- Parti- tionen | ROPs      | Unified-Shader      | Unified-Shader  | Textureinheiten | Textureinheiten | L2- Cache | DirectX     | OpenGL      | OpenCL      | Video- pro- zessor | Bus- Schnitt- stelle |
| Grafik- chip | Pro- zess | Transis- toren | Die- Fläche | ROP- Parti- tionen | ROPs      | Stream- prozessoren | Shader- Cluster | TAUs            | TMUs            | L2- Cache | DirectX     | OpenGL      | OpenCL      | Video- pro- zessor | Bus- Schnitt- stelle |
| ------------ | --------- | -------------- | ----------- | ------------------ | --------- | ------------------- | --------------- | --------------- | --------------- | --------- | ----------- | ----------- | ----------- | ------------------ | -------------------- |
| G92b         | 55 nm     | 754 Mio.       | 276 mm²     | 4                  | 16        | 128                 | 8               | 64              | 64              | 64 KiB    | 10.0        | 3.3         | 1.1         | VP2                | PCIe 2.0             |
| GT215        | 40 nm     | 727 Mio.       | 133 mm²     | 4                  | 16        | 096                 | 4               | 32              | 32              | 64 KiB    | 10.1        | 3.3         | 1.1         | VP4                | PCIe 2.0             |
| GT216        | 40 nm     | 486 Mio.       | 100 mm²     | 2                  | 08        | 048                 | 2               | 16              | 16              | 64 KiB    | 10.1        | 3.3         | 1.1         | VP4                | PCIe 2.0             |
| GT218        | 40 nm     | 260 Mio.       | 057 mm²     | 1                  | 04        | 016                 | 1               | 08              | 08              | 32 KiB    | 10.1        | 3.3         | 1.1         | VP4                | PCIe 2.0             |

### GeForce-400-Serie
Einführung: 2010. Siehe Hauptartikel: Nvidia-GeForce-400-Serie
| Grafik- chip | Fertigung | Fertigung      | Fertigung   | Einheiten          | Einheiten | Einheiten           | Einheiten       | Einheiten       | Einheiten       | L2- Cache | API-Support | API-Support | API-Support | Video- pro- zessor | Bus- Schnitt- stelle |
| Grafik- chip | Pro- zess | Transis- toren | Die- Fläche | ROP- Parti- tionen | ROPs      | Unified-Shader      | Unified-Shader  | Textureinheiten | Textureinheiten | L2- Cache | DirectX     | OpenGL      | OpenCL      | Video- pro- zessor | Bus- Schnitt- stelle |
| Grafik- chip | Pro- zess | Transis- toren | Die- Fläche | ROP- Parti- tionen | ROPs      | Stream- prozessoren | Shader- Cluster | TAUs            | TMUs            | L2- Cache | DirectX     | OpenGL      | OpenCL      | Video- pro- zessor | Bus- Schnitt- stelle |
| ------------ | --------- | -------------- | ----------- | ------------------ | --------- | ------------------- | --------------- | --------------- | --------------- | --------- | ----------- | ----------- | ----------- | ------------------ | -------------------- |
| GF100        | 40 nm     | 3,04 Mrd.      | 526 mm²     | 6                  | 48        | 512                 | 16              | 64              | 64              | 768 KiB   | 11.0        | 4.4         | 1.1         | VP4                | PCIe 2.0             |
| GF104        | 40 nm     | 1,95 Mrd.      | 332 mm²     | 4                  | 32        | 384                 | 08              | 64              | 64              | 512 KiB   | 11.0        | 4.4         | 1.1         | VP4                | PCIe 2.0             |
| GF106        | 40 nm     | 1,17 Mrd.      | 238 mm²     | 3                  | 24        | 192                 | 04              | 32              | 32              | 384 KiB   | 11.0        | 4.4         | 1.1         | VP4                | PCIe 2.0             |
| GF108        | 40 nm     | 0,58 Mrd.      | 114 mm²     | 1                  | 04        | 096                 | 02              | 16              | 16              | 256 KiB   | 11.0        | 4.4         | 1.1         | VP4                | PCIe 2.0             |
| GF114        | 40 nm     | 1,95 Mrd.      | 332 mm²     | 4                  | 32        | 384                 | 08              | 64              | 64              | 512 KiB   | 11.0        | 4.4         | 1.1         | VP4                | PCIe 2.0             |
| GF116        | 40 nm     | 1,17 Mrd.      | 238 mm²     | 3                  | 24        | 192                 | 04              | 32              | 32              | 384 KiB   | 11.0        | 4.4         | 1.1         | VP4                | PCIe 2.0             |
| GT216        | 40 nm     | 0,49 Mrd.      | 100 mm²     | 2                  | 08        | 048                 | 02              | 16              | 16              | 64 KiB    | 10.1        | 3.3         | 1.1         | VP4                | PCIe 2.0             |
| GT218        | 40 nm     | 0,26 Mrd.      | 057 mm²     | 1                  | 04        | 016                 | 01              | 08              | 08              | 32 KiB    | 10.1        | 3.3         | 1.1         | VP4                | PCIe 2.0             |

### GeForce-500-Serie
Einführung: 2010. Siehe Hauptartikel: Nvidia-GeForce-500-Serie
| Grafik- chip | Fertigung | Fertigung      | Fertigung   | Einheiten          | Einheiten | Einheiten           | Einheiten       | Einheiten       | Einheiten       | L2- Cache | API-Support | API-Support | API-Support | Video- pro- zessor | Bus- Schnitt- stelle |
| Grafik- chip | Pro- zess | Transis- toren | Die- Fläche | ROP- Parti- tionen | ROPs      | Unified-Shader      | Unified-Shader  | Textureinheiten | Textureinheiten | L2- Cache | DirectX     | OpenGL      | OpenCL      | Video- pro- zessor | Bus- Schnitt- stelle |
| Grafik- chip | Pro- zess | Transis- toren | Die- Fläche | ROP- Parti- tionen | ROPs      | Stream- prozessoren | Shader- Cluster | TAUs            | TMUs            | L2- Cache | DirectX     | OpenGL      | OpenCL      | Video- pro- zessor | Bus- Schnitt- stelle |
| ------------ | --------- | -------------- | ----------- | ------------------ | --------- | ------------------- | --------------- | --------------- | --------------- | --------- | ----------- | ----------- | ----------- | ------------------ | -------------------- |
| GF108        | 40 nm     | 0,58 Mrd.      | 114 mm²     | 1                  | 04        | 096                 | 02              | 16              | 16              | 256 KiB   | 11.0        | 4.4         | 1.1         | VP4                | PCIe 2.0             |
| GF110        | 40 nm     | 3,00 Mrd.      | 520 mm²     | 6                  | 48        | 512                 | 16              | 64              | 64              | 768 KiB   | 11.0        | 4.4         | 1.1         | VP4                | PCIe 2.0             |
| GF114        | 40 nm     | 1,95 Mrd.      | 332 mm²     | 4                  | 32        | 384                 | 08              | 64              | 64              | 512 KiB   | 11.0        | 4.4         | 1.1         | VP4                | PCIe 2.0             |
| GF116        | 40 nm     | 1,17 Mrd.      | 238 mm²     | 3                  | 24        | 192                 | 04              | 32              | 32              | 384 KiB   | 11.0        | 4.4         | 1.1         | VP4                | PCIe 2.0             |
| GF119        | 40 nm     | 0,29 Mrd.      | 079 mm²     | 1                  | 04        | 048                 | 01              | 08              | 08              | 128 KiB   | 11.0        | 4.4         | 1.1         | VP5                | PCIe 2.0             |

### GeForce-600-Serie
Einführung: 2012. Siehe Hauptartikel: Nvidia-GeForce-600-Serie
| Grafik- chip | Fertigung | Fertigung      | Fertigung   | Einheiten          | Einheiten | Einheiten           | Einheiten       | Einheiten       | Einheiten       | L2- Cache | API-Support | API-Support | API-Support | Video- pro- zessor | Bus- Schnitt- stelle |
| Grafik- chip | Pro- zess | Transis- toren | Die- Fläche | ROP- Parti- tionen | ROPs      | Unified-Shader      | Unified-Shader  | Textureinheiten | Textureinheiten | L2- Cache | DirectX     | OpenGL      | OpenCL      | Video- pro- zessor | Bus- Schnitt- stelle |
| Grafik- chip | Pro- zess | Transis- toren | Die- Fläche | ROP- Parti- tionen | ROPs      | Stream- prozessoren | Shader- Cluster | TAUs            | TMUs            | L2- Cache | DirectX     | OpenGL      | OpenCL      | Video- pro- zessor | Bus- Schnitt- stelle |
| ------------ | --------- | -------------- | ----------- | ------------------ | --------- | ------------------- | --------------- | --------------- | --------------- | --------- | ----------- | ----------- | ----------- | ------------------ | -------------------- |
| GK104        | 28 nm     | 3,54 Mrd.      | 294 mm²     | 4                  | 32        | 1536                | 8               | 128             | 128             | 512 KiB   | 11.0        | 4.5         | 1.2         | VP5                | PCIe 3.0             |
| GK106        | 28 nm     | 2,54 Mrd.      | 214 mm²     | 3                  | 24        | 0960                | 5               | 080             | 080             | 384 KiB   | 11.0        | 4.5         | 1.2         | VP5                | PCIe 3.0             |
| GK107        | 28 nm     | 1,30 Mrd.      | 118 mm²     | 2                  | 16        | 0384                | 2               | 032             | 032             | 256 KiB   | 11.0        | 4.5         | 1.2         | VP5                | PCIe 3.0             |
| GK208        | 28 nm     | 1,02 Mrd.      | 087 mm²     | 1                  | 08        | 0384                | 2               | 016             | 016             | 512 KiB   | 11.0        | 4.5         | 1.2         | VP5                | PCIe 2.0             |
| GF108        | 40 nm     | 0,58 Mrd.      | 114 mm²     | 1                  | 04        | 0096                | 2               | 016             | 016             | 256 KiB   | 11.0        | 4.4         | 1.1         | VP4                | PCIe 2.0             |
| GF114        | 40 nm     | 1,95 Mrd.      | 358 mm²     | 4                  | 32        | 0384                | 8               | 064             | 064             | 512 KiB   | 11.0        | 4.4         | 1.1         | VP4                | PCIe 2.0             |
| GF116        | 40 nm     | 1,17 Mrd.      | 228 mm²     | 3                  | 24        | 0192                | 4               | 032             | 032             | 384 KiB   | 11.0        | 4.4         | 1.1         | VP4                | PCIe 2.0             |
| GF119        | 40 nm     | 0,29 Mrd.      | 079 mm²     | 1                  | 04        | 0048                | 1               | 008             | 008             | 128 KiB   | 11.0        | 4.4         | 1.1         | VP5                | PCIe 2.0             |

### GeForce-700-Serie
Einführung: 2013. Siehe Hauptartikel: Nvidia-GeForce-700-Serie
| Grafik- chip      | Fertigung | Fertigung      | Fertigung       | Einheiten          | Einheiten | Einheiten           | Einheiten       | Einheiten       | Einheiten       | L2- Cache | API-Support | API-Support | API-Support | Video- pro- zessor | Bus- Schnitt- stelle |
| Grafik- chip      | Pro- zess | Transis- toren | Die- Fläche     | ROP- Parti- tionen | ROPs      | Unified-Shader      | Unified-Shader  | Textureinheiten | Textureinheiten | L2- Cache | DirectX     | OpenGL      | OpenCL      | Video- pro- zessor | Bus- Schnitt- stelle |
| Grafik- chip      | Pro- zess | Transis- toren | Die- Fläche     | ROP- Parti- tionen | ROPs      | Stream- prozessoren | Shader- Cluster | TAUs            | TMUs            | L2- Cache | DirectX     | OpenGL      | OpenCL      | Video- pro- zessor | Bus- Schnitt- stelle |
| ----------------- | --------- | -------------- | --------------- | ------------------ | --------- | ------------------- | --------------- | --------------- | --------------- | --------- | ----------- | ----------- | ----------- | ------------------ | -------------------- |
| GF108             | 40 nm     | 0,58 Mrd.      | 114 mm²         | 1                  | 04        | 0096                | 02              | 016             | 016             | 256 KiB   | 11.0        | 4.4         | 1.1         | VP4                | PCIe 2.0             |
| GK104             | 28 nm     | 3,54 Mrd.      | 294 mm²         | 4                  | 32        | 1536                | 08              | 128             | 128             | 512 KiB   | 11.0        | 4.5         | 1.2         | VP5                | PCIe 3.0             |
| GK107             | 28 nm     | 1,30 Mrd.      | 118 mm²         | 2                  | 16        | 0384                | 02              | 032             | 032             | 256 KiB   | 11.0        | 4.5         | 1.2         | VP5                | PCIe 3.0             |
| GK110 A1 GK110 B1 | 28 nm     | 7,08 Mrd.      | 561 mm² 533 mm² | 6                  | 48        | 2880                | 15              | 240             | 240             | 1,5 MiB   | 11.0        | 4.5         | 1.2         | VP5                | PCIe 3.0             |
| GK208             | 28 nm     | 1,02 Mrd.      | 087 mm²         | 1                  | 08        | 0384                | 02              | 016             | 016             | 512 KiB   | 11.0        | 4.5         | 1.2         | VP5                | PCIe 2.0             |
| GM107             | 28 nm     | 1,87 Mrd.      | 148 mm²         | 2                  | 16        | 0640                | 05              | 040             | 040             | 02 MiB    | 12.0        | 4.5         | 1.2         | VP6                | PCIe 3.0             |

### GeForce-900-Serie
Einführung: 2014. Siehe Hauptartikel: Nvidia-GeForce-900-Serie
| Grafik- chip | Fertigung | Fertigung      | Fertigung   | Einheiten | Einheiten      | Einheiten      | Einheiten      | Einheiten         | L2-Cache | API-Support | API-Support | API-Support | API-Support | API-Support | Video- pro- zessor | Bus- Schnitt- stelle |
| Grafik- chip | Pro- zess | Transis- toren | Die- Fläche | ROPs      | Unified-Shader | Unified-Shader | Unified-Shader | Textur- einheiten | L2-Cache | DirectX     | OpenGL      | OpenCL      | CUDA        | Vulkan      | Video- pro- zessor | Bus- Schnitt- stelle |
| Grafik- chip | Pro- zess | Transis- toren | Die- Fläche | ROPs      | GPC            | SM             | ALUs           | Textur- einheiten | L2-Cache | DirectX     | OpenGL      | OpenCL      | CUDA        | Vulkan      | Video- pro- zessor | Bus- Schnitt- stelle |
| ------------ | --------- | -------------- | ----------- | --------- | -------------- | -------------- | -------------- | ----------------- | -------- | ----------- | ----------- | ----------- | ----------- | ----------- | ------------------ | -------------------- |
| GM200        | 28 nm     | 8,0 Mrd.       | 601 mm²     | 96        | 6              | 24             | 3072           | 192               | 3 MB     | 12.1        | 4.6         | 3.0         | 5.2         | 1.3         | VP6                | PCIe 3.0 ×16         |
| GM204        | 28 nm     | 5,2 Mrd.       | 398 mm²     | 64        | 4              | 16             | 2048           | 128               | 2 MB     | 12.1        | 4.6         | 3.0         | 5.2         | 1.3         | VP6                | PCIe 3.0 ×16         |
| GM206        | 28 nm     | 2,9 Mrd.       | 228 mm²     | 32        | 2              | 08             | 1024           | 064               | 1 MB     | 12.1        | 4.6         | 3.0         | 5.2         | 1.3         | VP7                | PCIe 3.0 ×16         |
| GM206S       | 28 nm     | 2,9 Mrd.       | 228 mm²     | 32        | 2              | 08             | 1024           | 064               | 1 MB     | 12.1        | 4.6         | 3.0         | 5.2         | 1.3         | VP7                | PCIe 3.0 ×16         |

### GeForce-10-Serie
Einführung: 2016. Siehe Hauptartikel: Nvidia-GeForce-10-Serie
| Grafik- chip | Fertigung | Fertigung      | Fertigung   | Einheiten | Einheiten      | Einheiten      | Einheiten      | Einheiten         | L2-Cache | API-Support | API-Support | API-Support | API-Support | API-Support | Video- pro- zessor | Bus- Schnitt- stelle |
| Grafik- chip | Pro- zess | Transis- toren | Die- Fläche | ROPs      | Unified-Shader | Unified-Shader | Unified-Shader | Textur- einheiten | L2-Cache | DirectX     | OpenGL      | OpenCL      | CUDA        | Vulkan      | Video- pro- zessor | Bus- Schnitt- stelle |
| Grafik- chip | Pro- zess | Transis- toren | Die- Fläche | ROPs      | GPC            | SM             | ALUs           | Textur- einheiten | L2-Cache | DirectX     | OpenGL      | OpenCL      | CUDA        | Vulkan      | Video- pro- zessor | Bus- Schnitt- stelle |
| ------------ | --------- | -------------- | ----------- | --------- | -------------- | -------------- | -------------- | ----------------- | -------- | ----------- | ----------- | ----------- | ----------- | ----------- | ------------------ | -------------------- |
| GP102        | 16 nm     | 11,8 Mrd.      | 471 mm²     | 96        | 6              | 30             | 3840           | 240               | 3,0 MiB  | 12.1        | 4.6         | 3.0         | 6.1         | 1.3         | VP8                | PCIe 3.0 ×16         |
| GP104        | 16 nm     | 07,2 Mrd.      | 314 mm²     | 64        | 4              | 20             | 2560           | 160               | 2,0 MiB  | 12.1        | 4.6         | 3.0         | 6.1         | 1.3         | VP8                | PCIe 3.0 ×16         |
| GP104B       | 16 nm     | 07,2 Mrd.      | 314 mm²     | 64        | 4              | 20             | 2560           | 160               | 2,0 MiB  | 12.1        | 4.6         | 3.0         | 6.1         | 1.3         | VP8                | PCIe 3.0 ×16         |
| GP106        | 16 nm     | 04,4 Mrd.      | 200 mm²     | 48        | 2              | 10             | 1280           | 080               | 1,5 MiB  | 12.1        | 4.6         | 3.0         | 6.1         | 1.3         | VP8                | PCIe 3.0 ×16         |
| GP107        | 14 nm     | 03,3 Mrd.      | 132 mm²     | 32        | 2              | 06             | 0768           | 048               | 1,0 MiB  | 12.1        | 4.6         | 3.0         | 6.1         | 1.3         | VP8                | PCIe 3.0 ×16         |
| GP107S       | 14 nm     | 03,3 Mrd.      | 132 mm²     | 16        | 2              | 05             | 0640           | 032               | 0,5 MiB  | 12.1        | 4.6         | 3.0         | 6.1         | 1.3         | VP8                | PCIe 3.0 ×40         |
| GP108        | 14 nm     | 01,8 Mrd.      | 074 mm²     | 16        | 1              | 03             | 0384           | 024               | 0,5 MiB  | 12.1        | 4.6         | 3.0         | 6.1         | 1.3         | VP8                | PCIe 3.0 ×40         |
| GP108B       | 14 nm     | 01,8 Mrd.      | 074 mm²     | 16        | 1              | 03             | 0384           | 024               | 0,5 MiB  | 12.1        | 4.6         | 3.0         | 6.1         | 1.3         | VP8                | PCIe 3.0 ×40         |

### GeForce-16-Serie
Einführung: 2019. Siehe Hauptartikel: Nvidia-GeForce-16-Serie
| Grafik- chip | Fertigung | Fertigung      | Fertigung   | Einheiten | Einheiten      | Einheiten      | Einheiten      | Einheiten         | L2- Cache | API-Support | API-Support | API-Support | API-Support | API-Support | Video- pro- zessor | Bus- Schnitt- stelle |
| Grafik- chip | Pro- zess | Transis- toren | Die- Fläche | ROPs      | Unified-Shader | Unified-Shader | Unified-Shader | Textur- einheiten | L2- Cache | DirectX     | OpenGL      | OpenCL      | CUDA        | Vulkan      | Video- pro- zessor | Bus- Schnitt- stelle |
| Grafik- chip | Pro- zess | Transis- toren | Die- Fläche | ROPs      | GPC            | SM             | ALUs           | Textur- einheiten | L2- Cache | DirectX     | OpenGL      | OpenCL      | CUDA        | Vulkan      | Video- pro- zessor | Bus- Schnitt- stelle |
| ------------ | --------- | -------------- | ----------- | --------- | -------------- | -------------- | -------------- | ----------------- | --------- | ----------- | ----------- | ----------- | ----------- | ----------- | ------------------ | -------------------- |
| TU106        | 12 nm     | 10,8 Mrd.      | 445 mm²     | 64        | 3              | 36             | 2304           | 144               | 4,0 MiB   | 12.2        | 4.6         | 3.0         | 7.5         | 1.3         | VP10               | PCIe 3.0 ×16         |
| TU116        | 12 nm     | 06,6 Mrd.      | 284 mm²     | 48        | 3              | 24             | 1536           | 096               | 1,5 MiB   | 12.1        | 4.6         | 3.0         | 7.5         | 1.3         | VP10               | PCIe 3.0 ×16         |
| TU117        | 12 nm     | 04,7 Mrd.      | 200 mm²     | 32        | 2              | 16             | 1024           | 064               | 1,0 MiB   | 12.1        | 4.6         | 3.0         | 7.5         | 1.3         | VP10               | PCIe 3.0 ×16         |

### GeForce-20-Serie
Einführung: 2018. Siehe Hauptartikel: Nvidia-GeForce-20-Serie
| Grafik- chip | Fertigung | Fertigung      | Fertigung   | Einheiten | Einheiten      | Einheiten      | Einheiten      | Einheiten         | Einheiten     | Einheiten | L2- Cache | API-Support | API-Support | API-Support | API-Support | API-Support | Video- pro- zessor | Bus- Schnitt- stelle |
| Grafik- chip | Pro- zess | Transis- toren | Die- Fläche | ROPs      | Unified-Shader | Unified-Shader | Unified-Shader | Textur- einheiten | Tensor- kerne | RT- Kerne | L2- Cache | DirectX     | OpenGL      | OpenCL      | CUDA        | Vulkan      | Video- pro- zessor | Bus- Schnitt- stelle |
| Grafik- chip | Pro- zess | Transis- toren | Die- Fläche | ROPs      | GPC            | SM             | ALUs           | Textur- einheiten | Tensor- kerne | RT- Kerne | L2- Cache | DirectX     | OpenGL      | OpenCL      | CUDA        | Vulkan      | Video- pro- zessor | Bus- Schnitt- stelle |
| ------------ | --------- | -------------- | ----------- | --------- | -------------- | -------------- | -------------- | ----------------- | ------------- | --------- | --------- | ----------- | ----------- | ----------- | ----------- | ----------- | ------------------ | -------------------- |
| TU102        | 12 nm     | 18,6 Mrd.      | 754 mm²     | 96        | 6              | 72             | 4608           | 288               | 576           | 72        | 06 MiB    | 12.2        | 4.6         | 3.0         | 7.5         | 1.3         | VP10               | PCIe 3.0 ×16         |
| TU104        | 12 nm     | 13,6 Mrd.      | 545 mm²     | 64        | 6              | 48             | 3072           | 192               | 384           | 48        | 04 MiB    | 12.2        | 4.6         | 3.0         | 7.5         | 1.3         | VP10               | PCIe 3.0 ×16         |
| TU106        | 12 nm     | 10,8 Mrd.      | 445 mm²     | 64        | 3              | 36             | 2304           | 144               | 288           | 36        | 04 MiB    | 12.2        | 4.6         | 3.0         | 7.5         | 1.3         | VP10               | PCIe 3.0 ×16         |
| TU106B       | 12 nm     | 10,8 Mrd.      | 445 mm²     | 64        | 3              | 36             | 2304           | 144               | 288           | 36        | 04 MiB    | 12.2        | 4.6         | 3.0         | 7.5         | 1.3         | VP10               | PCIe 3.0 ×16         |

### GeForce-30-Serie
Einführung: 2020. Siehe Hauptartikel: Nvidia-GeForce-30-Serie
| Grafik- chip | Fertigung | Fertigung      | Fertigung   | Einheiten | Einheiten      | Einheiten      | Einheiten      | Einheiten         | Einheiten     | Einheiten | L2- Cache | API-Support | API-Support | API-Support | API-Support | API-Support | Video- pro- zessor | Bus- Schnitt- stelle      |
| Grafik- chip | Prozess   | Transis- toren | Die- Fläche | ROPs      | Unified-Shader | Unified-Shader | Unified-Shader | Textur- einheiten | Tensor- kerne | RT- Kerne | L2- Cache | DirectX     | OpenGL      | OpenCL      | CUDA        | Vulkan      | Video- pro- zessor | Bus- Schnitt- stelle      |
| Grafik- chip | Prozess   | Transis- toren | Die- Fläche | ROPs      | GPC            | SM             | ALUs           | Textur- einheiten | Tensor- kerne | RT- Kerne | L2- Cache | DirectX     | OpenGL      | OpenCL      | CUDA        | Vulkan      | Video- pro- zessor | Bus- Schnitt- stelle      |
| ------------ | --------- | -------------- | ----------- | --------- | -------------- | -------------- | -------------- | ----------------- | ------------- | --------- | --------- | ----------- | ----------- | ----------- | ----------- | ----------- | ------------------ | ------------------------- |
| GA102        | 8 nm      | 28,3 Mrd.      | 628 mm²     | 112       | 7              | 084            | 10752          | 336               | 336           | 84        | 06 MiB    | 12.2        | 4.6         | 3.0         | 8.6         | 1.3         | VP11               | PCIe 4.0 ×16              |
| GA103        | 8 nm      | 22,0 Mrd.      | 496 mm²     | 096       | 6              | 060            | 07680          | 240               | 240           | 60        | 04 MiB    | 12.2        | 4.6         | 3.0         | 8.6         | 1.3         | VP11               | PCIe 4.0 ×16              |
| GA104        | 8 nm      | 17,4 Mrd.      | 392 mm²     | 096       | 6              | 048            | 06144          | 192               | 192           | 48        | 04 MiB    | 12.2        | 4.6         | 3.0         | 8.6         | 1.3         | VP11               | PCIe 4.0 ×16              |
| GA106        | 8 nm      | 12,0 Mrd.      | 276 mm²     | 048       | 3              | 030            | 03840          | 120               | 120           | 30        | 03 MiB    | 12.2        | 4.6         | 3.0         | 8.6         | 1.3         | VP11               | PCIe 4.0 ×16 PCIe 4.0 ×80 |
| GA107        | 8 nm      | 08,7 Mrd.      | 200 mm²     | 032       | 2              | 020            | 02560          | 080               | 080           | 20        | 02 MiB    | 12.2        | 4.6         | 3.0         | 8.6         | 1.3         | VP11               | PCIe 4.0 ×80              |

### GeForce-40-Serie
Einführung: 2022. Siehe Hauptartikel: Nvidia-GeForce-40-Serie
| Grafik- chip | Fertigung | Fertigung      | Fertigung   | Einheiten | Einheiten      | Einheiten      | Einheiten      | Einheiten         | Einheiten     | Einheiten | L2- Cache | API-Support | API-Support | API-Support | API-Support | API-Support | Video- pro- zessor | Bus- Schnitt- stelle |
| Grafik- chip | Pro- zess | Transis- toren | Die- Fläche | ROPs      | Unified-Shader | Unified-Shader | Unified-Shader | Textur- einheiten | Tensor- kerne | RT- Kerne | L2- Cache | DirectX     | OpenGL      | OpenCL      | CUDA        | Vulkan      | Video- pro- zessor | Bus- Schnitt- stelle |
| Grafik- chip | Pro- zess | Transis- toren | Die- Fläche | ROPs      | GPC            | SM             | ALUs           | Textur- einheiten | Tensor- kerne | RT- Kerne | L2- Cache | DirectX     | OpenGL      | OpenCL      | CUDA        | Vulkan      | Video- pro- zessor | Bus- Schnitt- stelle |
| ------------ | --------- | -------------- | ----------- | --------- | -------------- | -------------- | -------------- | ----------------- | ------------- | --------- | --------- | ----------- | ----------- | ----------- | ----------- | ----------- | ------------------ | -------------------- |
| AD102        | 4 nm      | 76,3 Mrd.      | 609 mm²     | 192       | 12             | 144            | 18432          | 576               | 576           | 144       | 96 MiB    | 12.2        | 4.6         | 3.0         | 8.9         | 1.3         | VP12               | PCIe 4.0 ×16         |
| AD103        | 4 nm      | 45,9 Mrd.      | 379 mm²     | 112       | 07             | 080            | 10240          | 320               | 320           | 080       | 64 MiB    | 12.2        | 4.6         | 3.0         | 8.9         | 1.3         | VP12               | PCIe 4.0 ×16         |
| AD104        | 4 nm      | 35,8 Mrd.      | 295 mm²     | 080       | 05             | 060            | 07680          | 240               | 240           | 060       | 48 MiB    | 12.2        | 4.6         | 3.0         | 8.9         | 1.3         | VP12               | PCIe 4.0 ×16         |
| AD106        | 4 nm      | 22,9 Mrd.      | 190 mm²     | 048       | 03             | 036            | 04608          | 144               | 144           | 036       | 32 MiB    | 12.2        | 4.6         | 3.0         | 8.9         | 1.3         | VP12               | PCIe 4.0 ×8          |
| AD107        | 4 nm      | 18,9 Mrd.      | 146 mm²     | 032       | 02             | 024            | 03072          | 096               | 096           | 024       | 32 MiB    | 12.2        | 4.6         | 3.0         | 8.9         | 1.3         | VP12               | PCIe 4.0 ×8          |

### GeForce-50-Serie
Einführung: 2025. Siehe Hauptartikel: Nvidia-GeForce-50-Serie
| Grafik- chip | Fertigung | Fertigung      | Fertigung   | Einheiten | Einheiten      | Einheiten      | Einheiten      | Einheiten         | Einheiten     | Einheiten | L2- Cache | API-Support | API-Support | API-Support | API-Support | API-Support | Video- pro- zessor | Bus- Schnitt- stelle |
| Grafik- chip | Pro- zess | Transis- toren | Die- Fläche | ROPs      | Unified-Shader | Unified-Shader | Unified-Shader | Textur- einheiten | Tensor- kerne | RT- Kerne | L2- Cache | DirectX     | OpenGL      | OpenCL      | CUDA        | Vulkan      | Video- pro- zessor | Bus- Schnitt- stelle |
| Grafik- chip | Pro- zess | Transis- toren | Die- Fläche | ROPs      | GPC            | SM             | ALUs           | Textur- einheiten | Tensor- kerne | RT- Kerne | L2- Cache | DirectX     | OpenGL      | OpenCL      | CUDA        | Vulkan      | Video- pro- zessor | Bus- Schnitt- stelle |
| ------------ | --------- | -------------- | ----------- | --------- | -------------- | -------------- | -------------- | ----------------- | ------------- | --------- | --------- | ----------- | ----------- | ----------- | ----------- | ----------- | ------------------ | -------------------- |
| GB202        | 4 nm      | 92,2 Mrd.      | 750 mm²     | 192       | 12             | 192            | 24576          | 768               | 768           | 192       | 128 MiB   | 12.2        | 4.6         | 3.0         | 10.1        | 1.4         | VP13               | PCIe 5.0 ×16         |
| GB203        | 4 nm      | 45,6 Mrd.      | 378 mm²     | 112       | 07             | 084            | 10752          | 336               | 336           | 084       | 064 MiB   | 12.2        | 4.6         | 3.0         | 10.1        | 1.4         | VP13               | PCIe 5.0 ×16         |
| GB205        | 4 nm      | 31,1 Mrd.      | 263 mm²     | 080       | 05             | 050            | 06400          | 200               | 200           | 050       | 048 MiB   | 12.2        | 4.6         | 3.0         | 10.1        | 1.4         | VP13               | PCIe 5.0 ×16         |
| GB206        | 4 nm      | 21,9 Mrd.      | 181 mm²     | 064       | 03             | 036            | 04608          | 144               | 144           | 036       | 032 MiB   | 12.2        | 4.6         | 3.0         | 10.1        | 1.4         | VP13               | PCIe 5.0 ×8          |
| GB207        | 4 nm      | k. A.          | k. A.       | 032       | 02             | 020            | 02560          | 080               | 080           | 020       | 032 MiB   | 12.2        | 4.6         | 3.0         | 10.1        | 1.4         | VP13               | PCIe 5.0 ×8          |